# 기타나카야마촌
기타나카야마촌(北中山村)은 후쿠이현 이마다테군에 있던 촌이다. 현재의 에치젠시, 사바에시에 해당한다.

## 역사
- 1889년 4월 1일 - 정촌제 시행에 의해 10개 촌의 구역을 가지고 성립하였다.
- 1955년 6월 10일 - 기타나카야마촌이 분할해 구역의 일부가 이마다테정, 일부 구역은 사바에시에 편입해, 동일 기타나카야마촌은 폐지되었다.

## 교통

### 철도
- 후쿠이 철도
  - 난에쓰선

## 참고문헌
- 大日本篤農家名鑑編纂所編『大日本篤農家名鑑』大日本篤農家名鑑編纂所、1910年。
- 高崎雅雄編『大日本医師名簿』光明社、1925年。
- 『角川日本地名大辞典 18 福井県』。